# Гострый, Александр Васильевич
Алекса́ндр Васи́льевич Го́стрый (21.11.1912, Днепропетровская область — 08.04.1992) — старший машинист паровозной колонны особого резерва Народного комиссариата путей сообщения № 12, по Указу — паровозный машинист депо Джанкой Сталинской железной дороги.

## Биография
Родился 21 ноября 1912 года в городе Никополе, Днепропетровской области, в семье железнодорожника. Украинец. Семья была многодетная, рано умер отец и ему пришлось батрачить на сельских богатеев. В школу ходил только четыре года. В семнадцать лет пошёл работать учеником кузнеца в артель, а в 1930 году, как только представилась возможность, поступил на работу в паровозное депо станции Никополь.
В 1934 году был призван в Красную Армию и направлен по спец набору в бронетанковые войска. Сперва служил в Киеве, а потом танковый батальон перебросили на Дальний Восток, в город Никольск-Уссурийский. Проходил службу в мастерской по ремонту танков, стал ударником в воинской части.
После демобилизации в 1937 году в Никополь. Уехал в Крым, сдал экзамены на права управления локомотивом и стал машинистом в депо Джанкой. Но и здесь учился, овладевая методом Папавина по продлению работы узлов и деталей паровоза, а ездил со своей бригадой по-кривоносовски.
С первых дней Великой Отечественной войны машинист Гострый водил воинские эшелоны, часто под вражескими бомбами. В конце октября 1941 года, когда противники ворвались в Крым, его послали к Перекопу на выручку бронепоезда «Войковец». Локомотив трижды бомбили, но задание было выполнено. Вернувшись в депо Гострый заварили пробоины и уже на следующий день повёл состав со взрывчаткой. 30 октября вывел последний составу с эвакуирующимися железнодорожниками узла. Эшелон пошёл к Феодосии, а оттуда в Керчь, дальше, под огнём противника, эвакуировались через пролив.
На Кубани железнодорожников из Крыма сразу направили на строительство дороги Кизляр-Астрахань. В 1942 года Гострый был зачислен в паровозную колонну особого резерва № 12. Работал сперва рядовым, а потом старшим машинистом, обслуживая головные участки ближнего фронта, а с июля — Сталинградского.
Бригаде Гострого приходилось доставлять на передовую, а затем выводить порожние составы и отдельные группы вагонов из зоны бомбёжки и артобстрелов, отцеплять и растаскивать вагоны в горящих поездах, часто восстанавливать пострадавшие от бомб участки железнодорожной колеи. В одном из рейсов он был контужен, но продолжал работать.
На станции Касторной паровоз Гострого был разбит, но после ремонта продолжала возить всё необходимое во время боев на Курской дуге. При освобождении Харькова, бригада доставила в Дарницу сапёров и нужные стройматериалы для возрождения киевских мостов через Днепр. Сдал свой паровоз Гострый только у польской границы, когда был откомандировании его в депо Джанкой.
Указом Президиума Верховного Совета СССР от 5 ноября 1943 года «за особые заслуги в обеспечении перевозок для фронта и народного хозяйства и выдающиеся достижения в восстановлении железнодорожного хозяйства в трудных условиях военного времени» Гострому Александру Васильевичу присвоено звание Героя Социалистического Труда с вручением ордена Ленина и золотой медали «Серп и Молот».
В конце мая 1944 прибыл в Джанкой был назначен машинистом-инструктором. В депо не было ни одного целого паровоза, как и здания депо. Участвовал в восстановлении разрушенного хозяйства, паровозов. Затем продолжа работать по специальности — водил составы по дорогам Крыма.
Окончив в 1962 году техническую школу в Белгороде, работал на тепловозах. Дважды избирался депутатом Совета Союза Верховного Совета СССР 4 и 5 созывов. В 1968 году ушёл на пенсию. Но и на пенсии трудился до 1982 года, вёл огромную общественную работу.
Жил в Джанкое, затем в Симферополе. Скончался 8 апреля 1992 года.
Награждён орденом Ленина, медалями.